# Löfnäs stenkärlsfabrik
Löfnäs stenkärlsfabrik var en svensk keramisk fabrik belägen vid Löfnäs i Gripsholmsviken, i närheten av Mariefred.
Fabriken anlades av Eric Ruuth 1802 på hans 1800 inköpta gård Herrestad. Som fabriksledare anställdes Philip Anders Schirmer, som tidigare arbetat vid Rörstrand. Produktionen, som var ganska enkel bestod dels av "eldfasta stenkärl", saltklaserat stengods och dels av flintgods.
Fabriken upphörde ganska snart, man känner inte till det exakta årtalet. Den senast kända daterade signeringen av Löfnäskeramik är daterad 1806.